# Ada (食物)

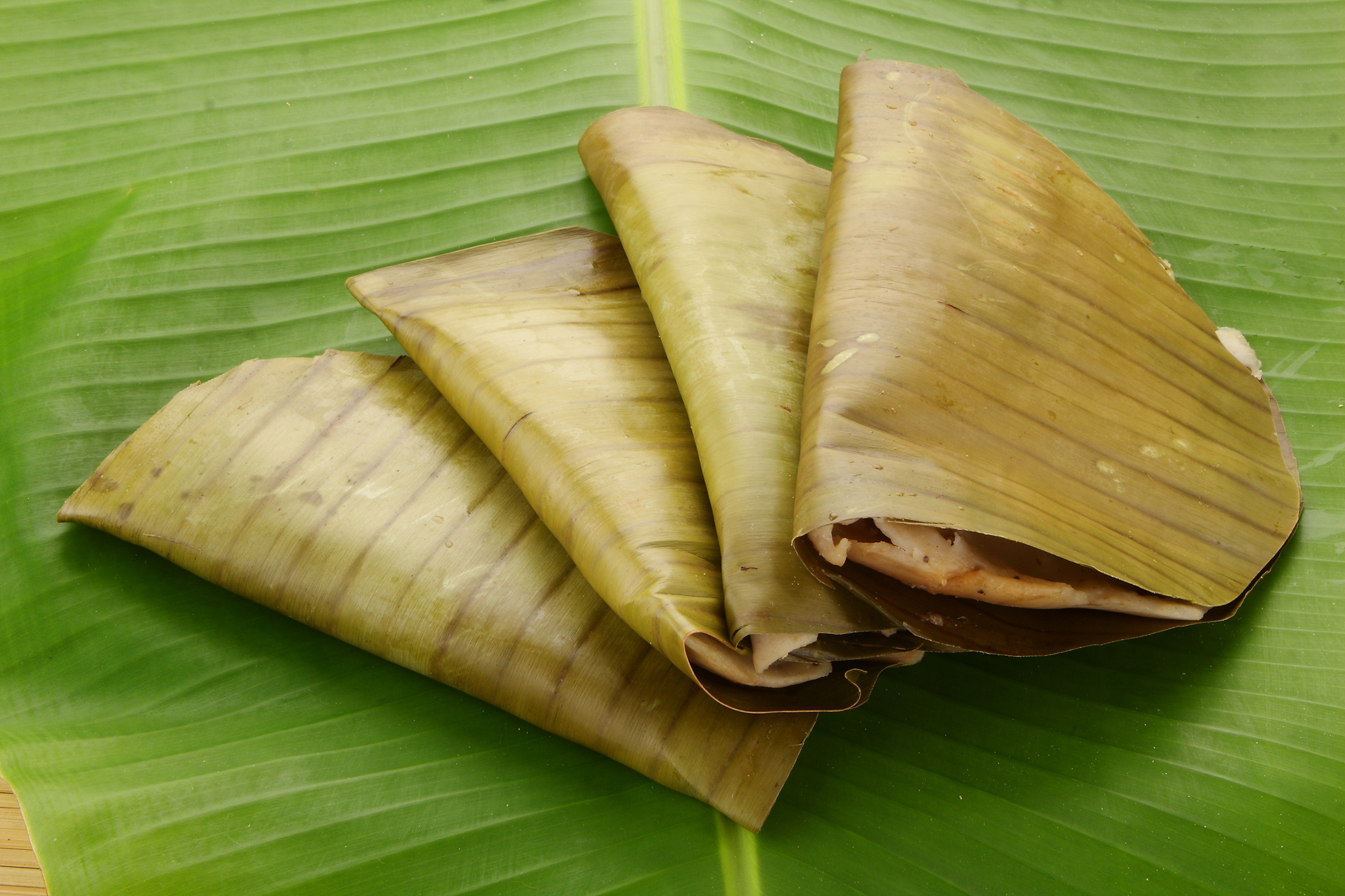
用芭蕉葉包裹的Ada

Ada（马拉雅拉姆语：അട），是一种印度甜食，也是喀拉拉邦、卡纳塔克邦、康坎地区和泰米尔纳德邦的部分地区的传统美食。它是将用米粉制成的面团包裹着的饭团，内有甜馅料，放在香蕉叶中蒸熟，可当作早餐的一部分和下午茶小吃。Ada主要由椰蓉和米粉两种原料制成，是一种用生米粉、糖或琼脂和椰蓉制成的点心。通常用于喀拉拉邦的奥南节。作为奥南节的献祭食品，普瓦达（Poovada）用叶尖制成，其中会放入Ada，再配上叶子先，并洒上图姆巴普（一种白色花朵，学名为Leucas aspera），使其更加神圣。有时也会加入香蕉，形成椰糖香蕉的组合。辣奥塔达（Spicy Ottada）是一种独特的早餐，其主要原料是面粉和米粉。它也可以不使用面粉，只用米粉制作，并且不蒸制，而是用平底锅或明火烹饪。有时，Ada内的馅料会是菠萝蜜果酱。在喀拉拉邦的寺庙里，Ada也作为圣食分发给信徒。